# The Shack
The Shack és una pel·lícula dramàtica del 2017 dirigida per Stuart Hazeldine basada en la novel·la homònima de William Paul Young. És protagonitzada per Sam Worthington, Octavia Spencer, Graham Greene, Radha Mitchell, Alice Braga i Tim McGraw.

## Sinopsi
En Mackenzie Phillips pateix un maltractament físic i emocional per part del seu pare quan té 13 anys. Quan ja és adult ha d'afrontar la desaparició de la seva filla Missy, segrestada i assassinada per un assassí en sèrie. Aquest fet el trastorna completament a ell i a la seva família. Després de rebre una estranya carta a la bústia, decideix tornar a la cabana on van matar la seva filla, creient que allà podria capturar-ne el violador, tanmateix hi troba una sorpresa inesperada en aquesta cabana.